# 木曾基宗
木曾 基宗／義宗（きそ もとむね／よしむね、生没年不詳）は、鎌倉時代の武将。信濃木曾谷の郷土史『西筑摩郡誌』では木曾家初代当主としている人物。基宗は「大石系図」による義宗の誤記であろう。だが、義宗を木曾家初代とするのは『西筑摩郡誌』の記述のみであり、これに同族の大石氏の伝承も絡まって、諸事は不鮮明である。信濃国木曽の「木曽系図」では、義仲の三男義基（よしもと）を初代とする。
通説では木曾義仲の四男とされ、母は巴御前とするものもあるが不明。義茂・経義・三沢為仲らの父という。
同時代史料や『吾妻鏡』など後世の編纂史料にも記述はなく、実在するかは疑問がある。

## 経歴
彼の事項は木曾家の家譜『高遠記集成』（『木曽福島町史』）と併せて、『木曽考』『西筑摩郡誌』『木曽殿伝記』に見えるが、上記のごとく義基との混同が甚だしい。
それによると、父・義仲が近江国粟津で石田為久に討たれた後に、兄・義高が北条氏に殺害されると、母・巴御前は郷里・信濃で義宗を出産したとされ、信州木曾福島の山奥に身を潜めたという。
後に、縁戚関係にある上野沼田の領主、沼田家国（伊予守）を頼って、その庇護を受けたという。その間に義宗は、家国の養子となり「沼田義宗」と称したという。
6代の孫にあたる又太郎家邨が足利尊氏の武将として活躍し、木曾家再興の祖と称したという。